# 那覇東バイパス
那覇東バイパス（なはひがしバイパス）は、沖縄県那覇市上間の上間交差点から豊見城市を経由して再び那覇市に入り旭町の明治橋に至る国道329号のバイパスである。正式には上間交差点 - 古波蔵の新那覇大橋交差点間が“那覇東バイパス”、古波蔵の新那覇大橋交差点 - 旭町の明治橋間が“漫湖局改”と分かれている。

## 概要

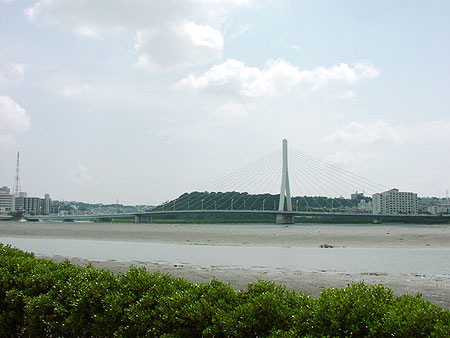
とよみ大橋

国道329号の那覇市内区間は那覇市の都心部や市街地へ向かう車を中心に交通量が多く、国道や県道（一部は那覇市道も）と交差する上間・国場・真玉橋・古波蔵・旭町の5交差点付近ではよく渋滞している。また1987年に沖縄自動車道が那覇インターチェンジまで開通後は沖縄本島中北部から那覇空港へのアクセス道路になったことから交通量増加にさらに拍車をかけた。バイパスは主要交差点の渋滞緩和と交通量の分散のために計画された。まずは古波蔵 - 旭町間が先に計画され1982年に事業化、1985年に着工された。1992年に鏡原町 - 旭町間が開通したのを皮切りに、1996年に那覇市仲井真 - 豊見城市（当時は村）真玉橋間が暫定2車線で開通したのを最後に全線開通。そして1999年に全線が4車線となった（一部は暫定4車線）。開通後は交通量が分散化され那覇市内の現道区間の混雑は幾分緩和された。また沖縄自動車道から那覇空港方面に向かう車はバイパスに集中し交通量が多くなったが、2003年に那覇空港自動車道が豊見城インターチェンジまで開通後はそこを利用するようになり交通量は分散化された。上間 - 仲井真間と真玉橋交点付近は将来立体高架橋の計画があるため中央分離帯のスペースが多く確保されているものの、今のところ立体交差化は未定である。なお上間交差点から先は現在は主要地方道那覇糸満線（県道82号）・通称環状2号に接続されているが将来南風原バイパスに接続することになっている。バイパスの完成により、環状2号線（那覇市安謝 - 那覇市旭町）が全線開通したことになる。
一方バイパスに並行する旧道区間（那覇市上間交差点 - 旭橋交差点）は最重要な幹線道路であるため、バイパス開通後も国道329号の本線は旧道のままだったが、2007年10月に国道329号の本線がバイパスに移され、これまでの旧道は国道329号の指定区間から外れ同区間の管理は沖縄県に移され、国道330号（古波蔵交差点 - 旭橋交差点）と国道507号（上間交差点 - 古波蔵交差点）にそれぞれ路線名が変更された。

### 路線データ
- 区間・那覇市上間（上間交差点） - 旭町（明治橋）
  - 那覇東バイパス・上間交差点 - 古波蔵新那覇大橋交差点
  - 漫湖局改・古波蔵新那覇大橋交差点 - 旭町明治橋（新旭橋）
- 実延長・5.7km（那覇東バイパス4.7km・漫湖局改1km）
- 道路規格・第4種1級
- 設計速度・60km/h（全線開通後2015年頃まで50km/h、暫定2車線開通時には40km/hの制限速度だった）

## 歴史
- 1981年 古波蔵 - 旭町間が都市計画決定される。
- 1982年 古波蔵 - 旭町間が事業化。
- 1984年 上間 - 古波蔵間が都市計画決定される。
- 1985年 古波蔵 - 旭町間が着工、上間 - 古波蔵間が事業化。
- 1987年 上間 - 古波蔵間が着工。
- 1992年 鏡原町 - 旭町間（1.9km）が部分開通。
- 1993年 とよみ大橋（鏡原町 - 真玉橋県道11号BP交点の450m）が開通。
- 1994年 上間 - 仲井真間（950m）が暫定2車線で開通。
- 1995年 真玉橋（県道11号BP交点 - 県道11号交点の800m）が開通。
- 1996年 仲井真 - 真玉橋間（1.3km）が暫定2車線で開通。これで全線開通となる。
- 1999年 全線4車線化される。
- 2003年 沖縄都市モノレール（ゆいレール）開通。バイパス内に壷川駅開業。
- 2007年 国道329号の本線が当バイパスに移り、並行する旧道区間が国道329号の指定区間から外れ、県に移管され国道330号および507号となる。

## 地理

### 通過する自治体
- 沖縄県
  - 那覇市 - 豊見城市 - 那覇市

### 交差する道路
- 国道329号（那覇市上間）
- 沖縄県道82号那覇糸満線（同、環状2号）
- 国道507号（那覇市上間・仲井真、現道・津嘉山バイパスともに）
- 沖縄県道11号線（豊見城市真玉橋、現道・バイパスともに）
- 沖縄県道221号那覇内環状線（那覇市古波蔵）
- 国道58号（那覇市旭町）

### 並行する鉄道
- 沖縄都市モノレール（ゆいレール・那覇市古波蔵〜旭町）
  - 壺川駅（那覇市壷川）

### 道路施設

#### 橋梁
- とよみ大橋（饒波川・漫湖、豊見城市真玉橋〜那覇市鏡原町）
- 新那覇大橋（国場川、那覇市古波蔵〜壷川）